# EICAS

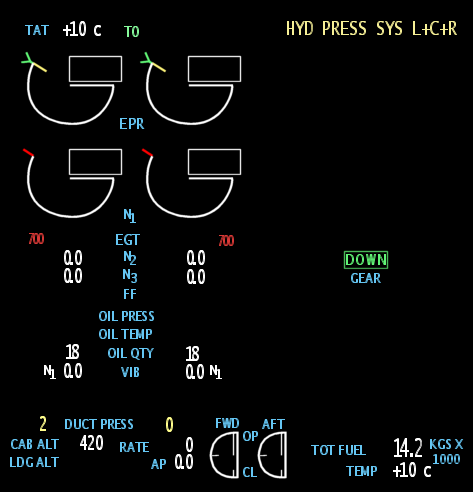
Schermata tipica di un moderno EICAS

L'EICAS (Engine Indicating and Crew Alerting System) o ECAM (Electronic Centralised Aircraft Monitor) è un sistema integrato usato sui moderni aeromobili per informare l'equipaggio di volo sullo stato di funzionamento dei motori ed altri messaggi riguardanti sistemi ed impianti di volo.
Questo sistema è chiamato EICAS negli aerei Boeing e Embraer, mentre nei modelli Airbus l'equivalente sistema prende il nome di ECAM.

## Componenti

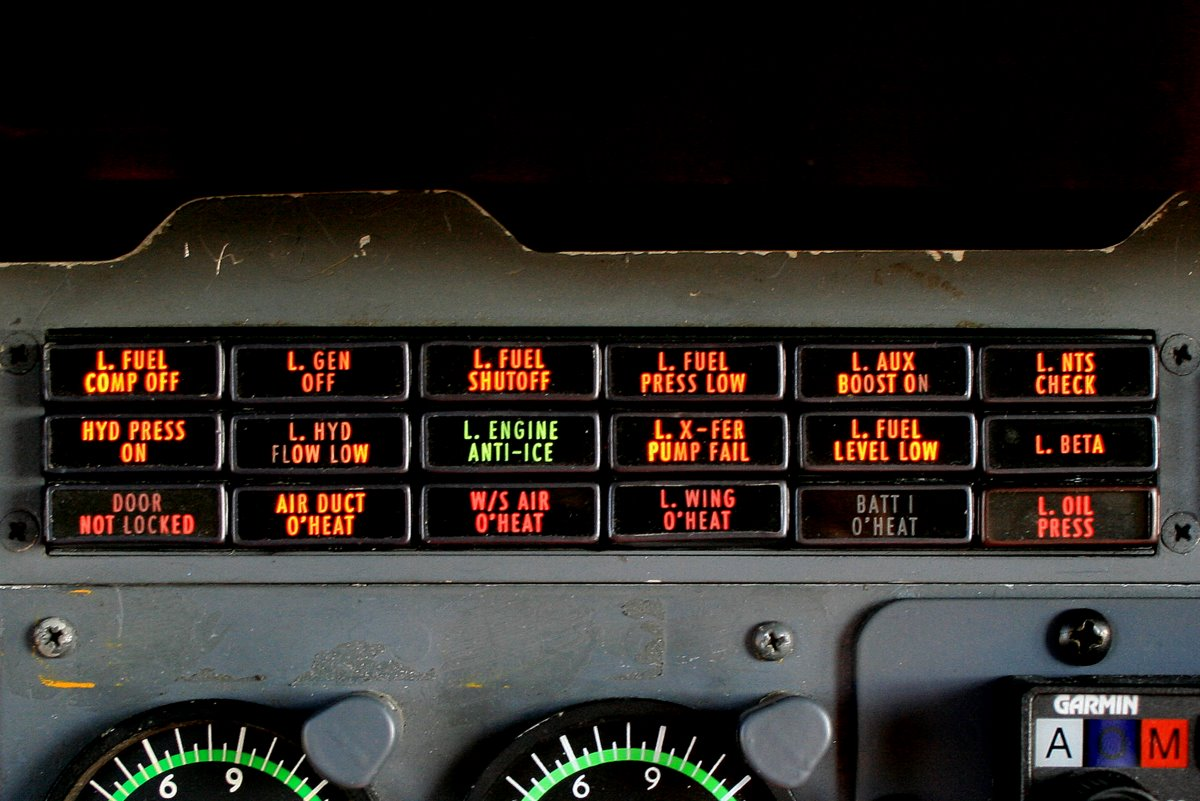
Annunciator panel analogico in uso fino all'avvento del CAS

L'EICAS riporta tipicamente vari parametri di funzionamento del motore, tra cui, ad esempio, il numero di giri (N1) del compressore di bassa pressione, la temperatura dei gas di scarico (EGT), il rapporto tra le pressioni di ingresso ed uscita del motore (EPR), il consumo istantaneo di carburante, temperatura e pressione dell'olio motore ed altre.
In una sezione separata dello stesso schermo (in genere l'angolo in alto a destra) è riportata la lista dei messaggi (Crew Alerting System) relativi ad anomalie (in color ambra o rosso a seconda del costruttore del sistema) o ad informazioni sullo stato di funzionamento (colore blu) dei sistemi ed impianti del velivolo. 
L'EICAS è un componente chiave in un sistema EFIS, rimpiazzando tutti gli indicatori meccanici dei motori con un unico schermo. Sugli aerei di minori dimensioni, l'EICAS può non avere un display ad esso interamente dedicato, ma essere integrato in una sezione dello schermo digitale multifunzione. 
La lista di messaggi del Crew Alerting System (CAS) che compare a lato delle informazioni sullo stato dei motori, sostituisce la serie di spie luminose (annunciator panel) usate nei vecchi cockpit.